# Воронецький замок
Вороне́цький за́мок — оборонна споруда в селі Вороничі Великого князівства Литовського (нині село в Полоцькому районі Вітебської області), побудований на замовлення Сигізмунда ІІ Августа.
Відіграв значну роль під час Лівонської війни. У 1581 році його взяли війська Стефана Баторія .
Замок зберігся від городища, який досі називають «замком» і поділений на три частини: східну, західну та південну, розділені ровом.